# Chypre aux Jeux olympiques d'hiver de 2014
Chypre participe aux Jeux olympiques d'hiver de 2014 à Sotchi en Russie du 7 au 23 février 2014. Il s'agit de sa dixième participation à des Jeux d'hiver.

## Ski alpin
Chypre a obtenu les places suivantes :
- Compétitions masculines: 1 place

| Athlète                  | Épreuves     | Course 1                 | Course 1 | Course 2                 | Course 2 | Total                    | Total |
| Athlète                  | Épreuves     | Temps                    | Rang     | Temps                    | Rang     | Temps                    | Rang  |
| ------------------------ | ------------ | ------------------------ | -------- | ------------------------ | -------- | ------------------------ | ----- |
| Constantinos Papamichael | Slalom       | DNF                      | DNF      | –                        | –        | –                        | –     |
| Constantinos Papamichael | Slalom géant | 1 min 35 s 74 (+14 s 66) | 69e      | 1 min 37 s 37 (+14 s 18) | 66e      | 3 min 13 s 11 (+27 s 82) | 64e   |

| Athlète          | Épreuves | Course 1 | Course 1 | Course 2 | Course 2 | Total | Total |
| Athlète          | Épreuves | Temps    | Rang     | Temps    | Rang     | Temps | Rang  |
| ---------------- | -------- | -------- | -------- | -------- | -------- | ----- | ----- |
| Alexandra Taylor | Slalom   | DNS      | DNS      | –        | –        | –     | –     |